# Capreol
Capreol —en llatí Capreolus— va ser un bisbe africà que va succeir Aureli a la seu de Cartago el 430 i la va presidir fins a la seva mort el 435 o el 437.
Va prendre possessió de la mitra just quan la província era saquejada pels vàndals. Atesa la situació bèl·lica, no va poder assistir al concili d'Efes el 431, organitzat per condemnar la doctrina nestoriana. Va enviar al concili al seu diaca Besula amb una carta personal on explicava els motius de la seva absència i condemnava les doctrines de Nestori. No hi ha una data precisa sobre la seva mort, però sembla que va ser quan Cartago va caure en mans dels vàndals.

## Obres
Se'n conserven l'Epistola ad Synodum Ephesinam, completa i en versió llatina i en versió grega, l'Epistola de una Christi veri Dei et Hominis Persona contra recens damnatum Haeresim Nestorii i un fragment d'una carta dirigida a l'emperador Teodosi I, on li comunica la mort d'Agustí d'Hipona. Se li atribueix un Sermo de Tempore Barbarico, on es fa referència a la invasió dels vàndals, tot i que alguns estudiosos diuen que és d'Agustí d'Hipona.